# Esprels
Esprels é uma comuna francesa na região administrativa da Borgonha-Franco-Condado, no departamento do Alto Sona. Estende-se por uma área de 14.81 km². Em 2010 a comuna tinha 748 habitantes (densidade: 50,5 hab./km²).